# HR Goods Brake 26
Die Eisenbahnwagen nach Musterblatt 26 waren zweiachsige Bremserwagen für Güterzüge, im Englischen mit Goods Brake Van bezeichnet, die ab 1898 bei der schottischen Highland Railway (HR) im Einsatz waren.

## Geschichte
1898 bestellte die HR bei R. Y. Pickering and Co. in Wishaw zehn Bremserwagen nach den Entwürfen von Peter Drummond, dem damaligen Chefingenieur bzw. Locomotive Superintendent der Gesellschaft.
Die Wagen waren mit beidseitigem Ausguck für den Zugbegleiter, sowie mit einer geschlossenen Plattform mit Fenstern an beiden Enden ausgestattet. Im Mittelabteil gab es einen kleinen Ofen, der den Insassen vor allem bei kaltem Wetter zur Verfügung stand. Gusseiserne Gewichte unter dem Boden erhöhten die Gesamtlast auf über 13 Tonnen.
1923 beim Inkrafttreten des Railways Act 1921 und dem damit verbundenen Zusammenschluss mehrerer Eisenbahngesellschaften zur London, Midland and Scottish Railway (LMS) gingen die Wagen an die neue Gesellschaft über.